# Від (Каліфорнія)
Від (англ. Weed) — місто (англ. city) в США, в окрузі Сискію штату Каліфорнія. Населення — 2862 особи (2020).

## Географія
Від розташований за координатами 41°24′44″ пн. ш. 122°22′51″ зх. д. / 41.41222° пн. ш. 122.38083° зх. д. (41.412087, -122.380966).  За даними Бюро перепису населення США в 2010 році місто мало площу 12,42 км², з яких 12,40 км² — суходіл та 0,01 км² — водойми.

### Клімат
Місто знаходиться у зоні, котра характеризується середземноморським кліматом. Найтепліший місяць — липень із середньою температурою 18.9 °C (66 °F). Найхолодніший місяць — січень, із середньою температурою 0 °С (32 °F).
| Клімат Віда             | Клімат Віда | Клімат Віда | Клімат Віда | Клімат Віда | Клімат Віда | Клімат Віда | Клімат Віда | Клімат Віда | Клімат Віда | Клімат Віда | Клімат Віда | Клімат Віда | Клімат Віда |
| Показник                | Січ.        | Лют.        | Бер.        | Квіт.       | Трав.       | Черв.       | Лип.        | Серп.       | Вер.        | Жовт.       | Лист.       | Груд.       | Рік         |
| Абсолютний максимум, °C | 10,6        | 13,4        | 15,2        | 20,7        | 25,3        | 28,4        | 31,9        | 31,9        | 29,6        | 24,6        | 14,1        | 9,1         | 31,9        |
| Середній максимум, °C   | 5           | 8           | 11          | 14          | 19          | 24          | 29          | 28          | 24          | 18          | 10          | 6           | 16          |
| Середня температура, °C | 0           | 2           | 4           | 7           | 11          | 15          | 18          | 18          | 14          | 9           | 3           | 0           | 8           |
| Середній мінімум, °C    | −4          | −2          | −1          | 0           | 3           | 6           | 8           | 8           | 4           | 1           | −1          | −4          | 1           |
| Абсолютний мінімум, °C  | −9,4        | −5,7        | −3,9        | −1,8        | 0,2         | 4,6         | 6,3         | 6,8         | 3,2         | −1,2        | −6,1        | −8,5        | −9,4        |
| Норма опадів, мм        | 100         | 90          | 80          | 50          | 30          | 20          | 10          | 10          | 10          | 40          | 90          | 90          | 660         |
| Днів з опадами          | 9           | 9           | 10          | 7           | 6           | 5           | 2           | 3           | 3           | 5           | 10          | 10          | 79          |
| ----------------------- | ----------- | ----------- | ----------- | ----------- | ----------- | ----------- | ----------- | ----------- | ----------- | ----------- | ----------- | ----------- | ----------- |
| Джерело: Weatherbase    |             |             |             |             |             |             |             |             |             |             |             |             |             |

## Демографія
Згідно з переписом 2010 року, у місті мешкало 2967 осіб у 1131 домогосподарстві у складі 716 родин. Густота населення становила 239 осіб/км².  Було 1273 помешкання (103/км²).
Расовий склад населення:
| - 74,9 % — білих - 6,9 % — чорних або афроамериканців - 4,1 % — азіатів - 2,4 % — корінних американців - 0,9 % — вихідців з тихоокеанських островів - 4,4 % — осіб інших рас |

До двох чи більше рас належало 6,4 %. Частка іспаномовних становила 16,0 % від усіх жителів.
За віковим діапазоном населення розподілялося таким чином: 24,8 % — особи молодші 18 років, 61,2 % — особи у віці 18—64 років, 14,0 % — особи у віці 65 років та старші. Медіана віку мешканця становила 32,7 року. На 100 осіб жіночої статі у місті припадало 100,7 чоловіків;  на 100 жінок у віці від 18 років та старших — 100,0 чоловіків також старших 18 років.
Середній дохід на одне домашнє господарство  становив 37 932 долари США (медіана — 27 900), а середній дохід на одну сім'ю — 44 452 долари (медіана — 35 402). Медіана доходів становила 41 915 доларів для чоловіків та 28 355 доларів для жінок. За межею бідності перебувало 32,9 % осіб, у тому числі 21,2 % дітей у віці до 18 років та 21,2 % осіб у віці 65 років та старших.
Цивільне працевлаштоване населення становило 1140 осіб. Основні галузі зайнятості: мистецтво, розваги та відпочинок — 24,0 %, освіта, охорона здоров'я та соціальна допомога — 22,2 %, роздрібна торгівля — 11,7 %, виробництво — 9,4 %.